# 박완서
박완서(한국 한자: 朴婉緖, 1931년 10월 20일 ~ 2011년 1월 22일)는 대한민국의 소설가이다. 본관은 반남(潘南)이며 경기도 개풍군 출생이다. 40세의 나이에 《여성동아》 장편 소설 공모전에 〈나목〉(裸木)으로 당선되어 등단하였다. 등단한 이후 꾸준히 소설과 산문을 쓰며 작가로 활동하였다.
그녀의 작품은 "전쟁의 비극, 중산층의 삶, 여성문제"를 다루었으며, 자신만의 문체와 시각으로 작품을 서술하였다. 한국문학작가상, 이상문학상, 대한민국문학상, 이산문학상, 중앙문화대상, 현대문학상, 동인문학상, 대산문학상, 만해문학상 등을 수상하였다.
2011년 1월 22일에 지병인 담낭암으로 사망하였다. 향년 79세. 소설가 정이현은 추모의 편지에서 "‘한국 문단에 박완서라는 존재가 있다’는 사실이 수많은 여성작가들에게 얼마나 든든한 희망이었는지 선생님은 아실까요"라고 적었다.

## 태어남
경기도 개풍군 청교면 묵송리 박적골에서 태어나 세 살 때 맹장염으로 아버지를 여의고, 일곱 살 때 서울로 이주했다. 1944년에 숙명고등여학교에 입학하였고, 담임 교사였던 소설가 박노갑에게 영향을 받았다. 1950년에 서울대학교 국문학과에 입학하였으나 그 해 여름 한국 전쟁이 발발하였고, 전쟁으로 숙부와 오빠를 잃는 등 집안에 비극적인 사건들이 겹치면서 생활고로 학업을 중단하였다. 1953년 4월 21일에 직장에서 만난 호영진(扈榮鎭)과 결혼하였고, 두 사람 사이에서 1남 4녀가 태어났다.
40대에 접어든 1970년에 《여성동아》 장편 소설 공모전에 〈나목〉(裸木)으로 당선되어 등단하였다. 공모전에 당선될 때 그녀는 다섯 아이를 둔 40세의 전업주부였다. 이 소설은 전쟁 중 노모와 어린 조카들의 생계를 위해 미군부대 초상화부에서 근무할 때 만난 화가 박수근에 대한 내용이다.
천주교인이며 세례명은 정혜 엘리사벳이다.가족을 잃은 충격에 박완서는 1988년에 서울을 떠나서 부산에 위치한 분도수녀원에서 지내기도 했고, 미국여행을 다녀오기도 했다.
박완서는 2011년 1월 22일 오전 6시 17분에 지병인 담낭암으로 투병하다 향년 79세로 세상을 떠났다. 2011년 1월 25일 오후 1시에 경기도 용인시 처인구 모현면 오산리 천주교 용인공원묘원의 묘지에 안장되었다.
경기도 구리시는 ‘박완서 문학관’을 건립하기로 했다. 2020년 개관을 목표로 토평도서관 옆 1720m²에 지상 3층 규모로 건립추진예정이다.

## 세계
작품 경향은 자신의 전쟁 체험을 바탕으로 한반도 분단의 비극을 집요하게 다루거나 소시민적 삶과 물질중심주의와 여성억압문제를 그린 내용이 많다. 후기 작품 역시 1988년에 병사한 남편을 간호하며 쓴 간병기 형식의 《여덟 개의 모자로 남은 당신》(1991)을 비롯해 어린 시절과 전쟁 중 경험을 서술한 자전적 소설 《그 많던 싱아는 누가 다 먹었을까》(1992), 《그 산이 정말 거기 있었을까》(1995) 등 자신이 직접 겪은 경험을 토대로 한 작품이 주를 이룬다. 평론가 황도경은 그녀의 작품 세계에 대하여 "전쟁과 분단으로 인해 일그러진 개개인들의 삶의 초상, 도시문명 사회의 불모성과 그 안에서의 허위적이고 물신주의적인 삶의 양태, 권태롭고 무기력한 소시민의 일상, 억눌린 여성 현실, 죽음과의 대면과 극복 등 그녀의 문학이 담아낸 세계는 실로 놀랄 만큼 다양하다"라고 언급하였다.

### 체험담(體驗談)
1988년 5월 남편의 죽음으로 인해 겪은 개인적인 아픔이 작품에 영향을 주었다. 유년기 때 아버지의 죽음 또한 이것은 그녀에게 상처이자 문학을 시작한 이유가 되었다. 박완서는 문예지 〈문학의 문학〉과의 대담에서 "과거가 없었어도 내가 글을 썼을까 하는 생각을 하곤 한다. 아버지가 안 돌아가셨으면 선생님이 됐을 수도 있었을 것"이라고 했고, "힘든 시기를 겪고 남다른 경험을 하면서 이걸 잊지 말고 기억해야겠다, 언젠가는 이걸 쓰리라"는 생각을 했다고 언급하였다.  남편이 죽은 후에는 천주교를 믿고 《나의 가장 나종 지니인 것》(1994), 《그 산이 정말 거기 있었을까》(1995), 《너무도 쓸쓸한 당신》(1998) 같은 자전적 소설을 통해 삶에 대한 관조를 드러내었다.
그녀는 자신의 경험으로부터 나온 이야기를 "생활어법의 살아있는 문장으로 그려" 독자들과 소통하였다. 《그 많던 싱아는 누가 다 먹었을까》에 실린 '작가의 말'에서 박완서는 "이런 글을 소설이라고 불러도 되는 건지 모르겠다. 순전히 기억력에만 의지해서" 글을 썼다고 고백했으며, 글을 통해서 "자상하고 진실된 인간적인 증언"을 하고 싶다고 말하였다. 또한 그녀는 "쓰다 보니까 소설이나 수필 속에서 한두 번씩 우려먹지 않은 경험이 거의 없었다"라고 적어, 1940년대 무렵의 경험이 자신의 소설과 수필에서 활용되었음을 언급하였다.

### 문학적 성취와 문학관(文學觀)
박완서의 문학적 성취는 "7,80년대 민중민족문학과 모더니즘으로 양분된 문학계에서 간과됐던 중산층의 삶을 그려냈다"는 것이다. 최원식 인하대 인문학부 교수는 "중산층의 꿈과 중산층의 속물성까지도 예리하게 파해친 그것이 바로 이 분의 작품세계의 핵심이라고 생각합니다"라고 말했다. 소설가 정이현은 박완서에 대해 "인간의 오장육부에 숨겨진 위선(僞善)과 허위의식을 한 치도 숨김없이 태양 아래 까발리고, 공감하게 하고, 그리하여 위로 받게 하던 평했다.

## 작품
| 책 이름                                | 출시일           | 페이지      | 판형 | 출판사           | 국제 표준 도서 번호                   | 비고   |
| -------------------------------------- | ---------------- | ----------- | ---- | ---------------- | ------------------------------------- | ------ |
| 나목                                   | 1970년           | 284쪽       |      | 여성동아         | ISBN 8937843021                       | 장편   |
| 세상에서 제일 무거운 틀니              | 1972년           | 208쪽       |      | 한발기, 여성동아 | ISBN 893784303X                       | 단편   |
| 지렁이 울음소리                        | 1973년           |             |      | 신동아           |                                       | 단편   |
| 부끄러움을 가르칩니다                  | 1976년           | 469쪽       |      | 일지사           | ISBN 8954601936                       | 단편집 |
| 휘청거리는 오후                        | 1977년           | 546쪽       |      | 창작과비평사     | ISBN 8933800263                       | 장편   |
| 목마른 계절                            | 1978년           | 328쪽       |      | 수문서관         | ISBN 8933800530                       | 장편   |
| 욕망의 응달                            | 1979년           | 320쪽       |      | 수문서관         | ISBN 8933800360                       | 장편   |
| 살아 있는 날의 시작                    | 1980년           | 364쪽       |      | 전예원           | ISBN 8933800352                       | 단편   |
| 엄마의 말뚝                            | 1982년           | 171쪽       |      | 일월서각         | ISBN 9788979521177                    | 단편집 |
| 오만과 몽상                            | 1980.12-1982.3   | 448쪽       |      | 한국문학         | ISBN 8933800603                       | 연재   |
| 그해 겨울은 따뜻했네                   | 1983년           | 530쪽       |      | 세계사           | ISBN 9788933800614 ISBN 8933800611    |        |
| 그 가을의 사흘동안                     | 1985년           | 426쪽       |      | 나남             | ISBN 8930001084                       | 장편   |
| 도시의 흉년                            | 1989년           |             |      | 문학사상사       | ISBN 8933800271                       | 장편   |
| 미망                                   | 1990년           | 436쪽       |      | 문학사상사       | ISBN 8933800891                       | 장편   |
| 그 많던 싱아는 누가 다 먹었을까        | 1992년 10월 15일 | 294쪽       |      | 웅진닷컴         | ISBN 89-01-01760-1                    |        |
| 그 산이 정말 거기 있었을까             | 1995년 2005년    | 324쪽 375쪽 | A5   | 웅진출판         | ISBN 9788901017617 ISBN 9788901051604 |        |
| 아주 오래된 농담                       | 2000년           | 324쪽       | A5   | 실천문학사       | ISBN 9788939203976                    |        |
| 그 남자네 집                           | 2004년           | 310쪽       | A5   | 현대문학         | ISBN 9788972754275                    |        |
| 친절한 복희씨                          | 2008년           | 302쪽       | A5   | 문학과지성사     | ISBN 9788932018140                    |        |
| 세 가지 소원 작가가 아끼는 이야기 모음 | 2009년           | 176쪽       | B6   | 마음산책         | ISBN 9788960900523                    |        |
| 못 가본 길이 더 아름답다               | 2010년           | 268쪽       | B6   | 현대문학         | ISBN 9788972754671                    | 수필   |
| 세상에 예쁜 것                         | 2012년           | 288쪽       | A5   | 마음산책         | ISBN 9788960901445                    | 산문   |
| 자전거도둑                             | 1979년           | 288쪽       | A5   | 마음산책         | ISBN 9788960901445                    | 산문   |

## 인간 관계
- 소설가 한말숙과 경성 숙명여자고등보통학교 동창이자 절친한 친구였으며 두 사람의 숙명여고보 시절 은사는 소설가 박노갑(朴魯甲, 1905년 ~ 1951년, 아호는 도촌(島村))이다.

## 학력
- 경성 숙명여자고등보통학교 졸업
- 서울대학교 국어국문학과 중퇴 (1951년 한국전쟁으로 2학년 중퇴 후 2006년 서울대 국어국문학과 명예 학사 학위 수여)

## 수상 및 서훈
- 1970년 《여성동아》 장편소설 공모 당선「나목」
- 1980년 한국문학작가상 수상「그 가을의 사흘동안」
- 1981년 제5회 이상문학상 수상「엄마의 말뚝 2」
- 1990년 대한민국문학상 우수상 수상「未忘」
- 1991년 제3회 이산문학상 수상「未忘」
- 1993년 제19회 중앙문화대상(예술부문) 수상「그 많던 싱아는 누가 다 먹었을까」
- 1993년 제38회 현대문학상 수상「꿈꾸는 인큐베이터」
- 1994년 제25회 동인문학상 수상「나의 가장 나종 지니인 것」
- 1995년 제1회 한무숙문학상 수상「환각의 나비」
- 1996년 자랑스런 숙명인상 수상
- 1997년 제5회 대산문학상 수상「그 산이 정말 거기 있었을까」
- 1998년 보관문화훈장(3등급)
- 1999년 제14회 만해문학상 수상「너무도 쓸쓸한 당신」
- 2000년 인촌상(문학부문), 국회 대중문화&미디어상(문학부문) 수상
- 2001년 제1회 황순원문학상 수상「그리움을 위하여」
- 2006년 제16회 호암예술상 수상
- 2011년 금관문화훈장(1등급, 추서)